# Världscupen i skidskytte 1998/1999
Världscupen i skidskytte 1998/1999 anordnades på åtta orter runtom i världen, bland deltävlingarna fanns bland annat världsmästerskapen 1999. Totalcupen vanns på herrsidan av Sven Fischer, Tyskland före  Ole Einar Bjørndalen, Norge och  Frank Luck, Tyskland medan den på damsidan vanns av Magdalena Forsberg, Sverige före Olena Subrylowa, Ukraina och  Uschi Disl, Tyskland. Herrarnas nationscup vanns av Tyskland före Norge medan damernas vanns av Tyskland före Ryssland.

## Herrar

### Resultat
| 1. världscupen i Hochfilzen, 11 december 1998 – 7 december 1998 | 1. världscupen i Hochfilzen, 11 december 1998 – 7 december 1998 | 1. världscupen i Hochfilzen, 11 december 1998 – 7 december 1998 | 1. världscupen i Hochfilzen, 11 december 1998 – 7 december 1998 | 1. världscupen i Hochfilzen, 11 december 1998 – 7 december 1998 |
| --------------------------------------------------------------- | --------------------------------------------------------------- | --------------------------------------------------------------- | --------------------------------------------------------------- | --------------------------------------------------------------- |
| Datum                                                           | Disciplin                                                       | Etta                                                            | Tvåa                                                            | Trea                                                            |
| 11 december 1998 (fredag)                                       | sprint (10 kilometer)                                           | Ole Einar Bjørndalen                                            | Raphaël Poirée                                                  | Pawel Rostowzew                                                 |
| 12 december 1998 (lördag)                                       | jaktstart (12,5 kilometer)                                      | Raphaël Poirée                                                  | Ole Einar Bjørndalen                                            | Sven Fischer                                                    |
| 13 december 1998 (söndag)                                       | distans (20 kilometer)                                          | Oleg Ryschenkow                                                 | Ole Einar Bjørndalen                                            | Ivan Masarik                                                    |

| 2. världscupen i Slovakien, 16 december 1998 – 20 december 1998 | 2. världscupen i Slovakien, 16 december 1998 – 20 december 1998 | 2. världscupen i Slovakien, 16 december 1998 – 20 december 1998 | 2. världscupen i Slovakien, 16 december 1998 – 20 december 1998      | 2. världscupen i Slovakien, 16 december 1998 – 20 december 1998          |
| --------------------------------------------------------------- | --------------------------------------------------------------- | --------------------------------------------------------------- | -------------------------------------------------------------------- | ------------------------------------------------------------------------ |
| Datum                                                           | Disciplin                                                       | Etta                                                            | Tvåa                                                                 | Trea                                                                     |
| 16 december 1998 (onsdag)                                       | distans (20 km)                                                 | Ryssland                                                        | Finland                                                              | Italien                                                                  |
| 18 december 1998 (fredag)                                       | stafett (4 x 7,5 kilometer)                                     | Tyskland Ricco Groß Peter Sendel Sven Fischer Frank Luck        | Belarus Olexij Ajdarow Iwan Pesterew Wadim Saschurin Oleg Ryschenkow | Norge Halvard Hanevold Egil Gjelland Dag Bjørndalen Ole Einar Bjørndalen |
| 19 december 1998 (lördag)                                       | sprint (10 kilometer)                                           | Tyskland                                                        | Lettland                                                             | Frankrike                                                                |
| 20 december 1998 (söndag)                                       | jaktstart (12,5 kilometer)                                      | Tyskland                                                        | Frankrike                                                            | Ryssland                                                                 |

| 3. världscupen i Tyskland, 8 januari 1999 – 10 januari 1999 | 3. världscupen i Tyskland, 8 januari 1999 – 10 januari 1999 | 3. världscupen i Tyskland, 8 januari 1999 – 10 januari 1999 | 3. världscupen i Tyskland, 8 januari 1999 – 10 januari 1999                       | 3. världscupen i Tyskland, 8 januari 1999 – 10 januari 1999          |
| ----------------------------------------------------------- | ----------------------------------------------------------- | ----------------------------------------------------------- | --------------------------------------------------------------------------------- | -------------------------------------------------------------------- |
| Datum                                                       | Disciplin                                                   | Etta                                                        | Tvåa                                                                              | Trea                                                                 |
| 8 januari 1999 (fredag)                                     | sprint (10 kilometer)                                       | Ryssland                                                    | Norge                                                                             | Tyskland                                                             |
| 9 januari 1999 (lördag)                                     | jaktstart (12,5 kilometer)                                  | Norge                                                       | Tyskland                                                                          | Tyskland                                                             |
| 10 januari 1999 (söndag)                                    | stafett (4 x 7,5 kilometer)                                 | Tyskland Ricco Groß Peter Sendel Sven Fischer Frank Luck    | Ryssland Sergei Roschkow Uladsimer Dratschou Wjatscheslaw Kounaew Wiktor Maigurow | Norge Egil Gjelland Sylfest Glimsdal Frode Andresen Halvard Hanevold |

| 4. världscupen i Tyskland, 13 januari 1999 – 17 januari 1999 | 4. världscupen i Tyskland, 13 januari 1999 – 17 januari 1999 | 4. världscupen i Tyskland, 13 januari 1999 – 17 januari 1999 | 4. världscupen i Tyskland, 13 januari 1999 – 17 januari 1999                 | 4. världscupen i Tyskland, 13 januari 1999 – 17 januari 1999            |
| ------------------------------------------------------------ | ------------------------------------------------------------ | ------------------------------------------------------------ | ---------------------------------------------------------------------------- | ----------------------------------------------------------------------- |
| Datum                                                        | Disciplin                                                    | Etta                                                         | Tvåa                                                                         | Trea                                                                    |
| 13 januari 1999 (onsdag)                                     | masstart (15 kilometer)                                      | Frankrike                                                    | Tyskland                                                                     | Ryssland                                                                |
| 14 januari 1999 (torsdag)                                    | stafett (4 x 7,5 kilometer)                                  | Tyskland Ricco Groß Peter Sendel Sven Fischer Frank Luck     | Ryssland Wiktor Maigurow Uladsimer Dratschou Sergei Roschkow Pawel Rostowzew | Finland Ville Räikkönen Vesa Hietalahti Mikko Uusipaikka Paavo Puurunen |
| 16 januari 1999 (lördag)                                     | sprint (10 kilometer)                                        | Belarus                                                      | Norge                                                                        | Sverige                                                                 |
| 17 januari 1999 (söndag)                                     | jaktstart (12,5 kilometer)                                   | Frankrike                                                    | Tyskland                                                                     | Tyskland                                                                |

| 5. världscupen i Italien, 22 januari 1999 – 24 januari 1999 | 5. världscupen i Italien, 22 januari 1999 – 24 januari 1999 | 5. världscupen i Italien, 22 januari 1999 – 24 januari 1999 | 5. världscupen i Italien, 22 januari 1999 – 24 januari 1999                     | 5. världscupen i Italien, 22 januari 1999 – 24 januari 1999              |
| ----------------------------------------------------------- | ----------------------------------------------------------- | ----------------------------------------------------------- | ------------------------------------------------------------------------------- | ------------------------------------------------------------------------ |
| Datum                                                       | Disciplin                                                   | Etta                                                        | Tvåa                                                                            | Trea                                                                     |
| 22 januari 1999 (fredag)                                    | sprint (10 kilometer)                                       | Italien                                                     | Tyskland                                                                        | Tyskland                                                                 |
| 23 januari 1999 (lördag)                                    | jaktstart (12,5 kilometer)                                  | Norge                                                       | Tyskland                                                                        | Norge                                                                    |
| 24 januari 1999 (söndag)                                    | stafett (4 x 7,5 kilometer)                                 | Tyskland Ricco Groß Peter Sendel Sven Fischer Frank Luck    | Italien René Cattarinussi Patrick Favre Wilfried Pallhuber Pier Alberto Carrara | Norge Halvard Hanevold Dag Bjørndalen Egil Gjelland Ole Einar Bjørndalen |

| Världsmästerskapen i skidskytte i Finland, 12 februari 1999 – 14 februari 1999 | Världsmästerskapen i skidskytte i Finland, 12 februari 1999 – 14 februari 1999 | Världsmästerskapen i skidskytte i Finland, 12 februari 1999 – 14 februari 1999 | Världsmästerskapen i skidskytte i Finland, 12 februari 1999 – 14 februari 1999 | Världsmästerskapen i skidskytte i Finland, 12 februari 1999 – 14 februari 1999 |
| ------------------------------------------------------------------------------ | ------------------------------------------------------------------------------ | ------------------------------------------------------------------------------ | ------------------------------------------------------------------------------ | ------------------------------------------------------------------------------ |
| Datum                                                                          | Disciplin                                                                      | Etta                                                                           | Tvåa                                                                           | Trea                                                                           |
| 12 februari 1999 (fredag)                                                      | sprint (10 kilometer)                                                          | Tyskland                                                                       | Italien                                                                        | Norge                                                                          |
| 13 februari 1999 (lördag)                                                      | jaktstart (12,5 kilometer)                                                     | Tyskland                                                                       | Tyskland                                                                       | Tyskland                                                                       |
| 14 februari 1999 (söndag)                                                      | stafett (4 x 7,5 kilometer)                                                    | Belarus Olexij Ajdarow Petr Ivashko Wadim Saschurin Oleg Ryschenkow            | Ryssland Wiktor Maigurow Uladsimer Dratschou Sergei Roschkow Pawel Rostowzew   | Norge Halvard Hanevold Dag Bjørndalen Frode Andresen Ole Einar Bjørndalen      |

| 6. världscupen i USA, 26 februari 1999 – 28 februari 1999 | 6. världscupen i USA, 26 februari 1999 – 28 februari 1999 | 6. världscupen i USA, 26 februari 1999 – 28 februari 1999                    | 6. världscupen i USA, 26 februari 1999 – 28 februari 1999 | 6. världscupen i USA, 26 februari 1999 – 28 februari 1999             |
| --------------------------------------------------------- | --------------------------------------------------------- | ---------------------------------------------------------------------------- | --------------------------------------------------------- | --------------------------------------------------------------------- |
| Datum                                                     | Disciplin                                                 | Etta                                                                         | Tvåa                                                      | Trea                                                                  |
| 26 februari 1999 (fredag)                                 | sprint (10 kilometer)                                     | Tyskland                                                                     | Italien                                                   | Tyskland                                                              |
| 27 februari 1999 (lördag)                                 | jaktstart (12,5 kilometer)                                | Frankrike                                                                    | Tyskland                                                  | Tyskland                                                              |
| 28 februari 1999 (söndag)                                 | stafett (4 x 7,5 kilometer)                               | Ryssland Wiktor Maigurow Uladsimer Dratschou Sergei Roschkow Pawel Rostowzew | Tyskland Frank Luck Ricco Groß Peter Sendel Sven Fischer  | Norge Frode Andresen Dag Bjørndalen Sylfest Glimsdal Halvard Hanevold |

| 7. världscupen i Kanada, 4 mars 1999 – 6 mars 1999 | 7. världscupen i Kanada, 4 mars 1999 – 6 mars 1999 | 7. världscupen i Kanada, 4 mars 1999 – 6 mars 1999 | 7. världscupen i Kanada, 4 mars 1999 – 6 mars 1999 | 7. världscupen i Kanada, 4 mars 1999 – 6 mars 1999 |
| -------------------------------------------------- | -------------------------------------------------- | -------------------------------------------------- | -------------------------------------------------- | -------------------------------------------------- |
| Datum                                              | Disciplin                                          | Etta                                               | Tvåa                                               | Trea                                               |
| 4 mars (torsdag)                                   | sprint (10 kilometer)                              | Lettland                                           | Norge                                              | Norge                                              |
| 6 mars (lördag)                                    | jaktstart (12,5 kilometer)                         | Norge                                              | Norge                                              | Tyskland                                           |

| 8. världscupen i Norge, 11 mars 1999 – 14 mars 1999 | 8. världscupen i Norge, 11 mars 1999 – 14 mars 1999 | 8. världscupen i Norge, 11 mars 1999 – 14 mars 1999 | 8. världscupen i Norge, 11 mars 1999 – 14 mars 1999 | 8. världscupen i Norge, 11 mars 1999 – 14 mars 1999 |
| --------------------------------------------------- | --------------------------------------------------- | --------------------------------------------------- | --------------------------------------------------- | --------------------------------------------------- |
| Datum                                               | Disciplin                                           | Etta                                                | Tvåa                                                | Trea                                                |
| 11 mars (torsdag)                                   | distans (20 kilometer) VM                           | Tyskland                                            | Tyskland                                            | Belarus                                             |
| 12 mars 1999 (fredag)                               | sprint (10 kilometer)                               | Norge                                               | Tyskland                                            | Ukraina                                             |
| 13 mars 1999 (lördag)                               | masstart (12,5 kilometer) VM                        | Tyskland                                            | Ryssland                                            | Norge                                               |
| 14 mars 1999 (söndag)                               | jaktstart (12,5 kilometer)                          | Tyskland                                            | Frankrike                                           | Tyskland                                            |

### Slutställning
| Placering | Namn                 | Poäng |
| --------- | -------------------- | ----- |
| 1         | Sven Fischer         | 443   |
| 2         | Ole Einar Bjørndalen | 397   |
| 3         | Frank Luck           | 390   |
| 4         | Ricco Groß           | 367   |
| 5         | Raphaël Poirée       | 365   |
| 6         | Pawel Rostowzew      | 330   |
| 7         | Halvard Hanevold     | 322   |
| 8         | Wadim Saschurin      | 303   |
| 9         | René Cattarinussi    | 290   |
| 10        | Peter Sendel         | 288   |
| 11        | Frode Andresen       | 256   |
| 12        | Uladsimer Dratschou  | 237   |
| 13        | Olexij Ajdarow       | 237   |
| 14        | Oleg Ryschenkow      | 215   |
| 15        | Vesa Hietalahti      | 192   |
| 16        | Olegs Maluhins       | 191   |
| 17        | Ludwig Gredler       | 178   |
| 18        | Sylfest Glimsdal     | 173   |
| 19        | Sergei Roschkow      | 168   |
| 20        | Wolfgang Perner      | 154   |
| 21        | Carsten Heymann      | 146   |
| 22        | Dag Bjørndalen       | 139   |
| 23        | Ilmārs Bricis        | 131   |
| 24        | Wilfried Pallhuber   | 112   |

| Rang | Namn                 | Poäng |
| ---- | -------------------- | ----- |
| 25   | Ryssland             | 110   |
| 26   | Patrick Favre        | 104   |
| 27   | Paavo Puurunen       | 100   |
| 28   | Wolfgang Rottmann    | 97    |
| 29   | Ivan Masarik         | 96    |
| 30   | Stephan Azambre      | 84    |
| 31   | Jan Wüstenfeld       | 78    |
| 32   | Jean-Marc Chabloz    | 61    |
| 33   | Ville Räikkönen      | 60    |
| 34   | Wjatscheslaw Kounaew | 53    |
| 35   | Pavel Wawilow        | 52    |
| 36   | Janez Ozbolt         | 49    |
| 37   | Sergei Konowalow     | 47    |
| 38   | Petr Garabik         | 46    |
| 39   | Jay Hakkinen         | 44    |
| 40   | Andrij Derysemlja    | 43    |
| 41   | Yukio Mochizuki      | 38    |
| 42   | Wieslaw Ziemianin    | 38    |
| 43   | Tomas Globocnik      | 36    |
| 44   | Andreas Heymann      | 27    |
| 45   | Enrico Tach          | 27    |
| 46   | Jekabs Nakums        | 26    |
| 47   | Wojciech Kozub       | 25    |
| 48   | Fredrik Kuoppa       | 24    |

| Placering | Namn                   | Poäng |
| --------- | ---------------------- | ----- |
| 49        | Aleksander Grajf       | 24    |
| 50        | Alexander Wolf         | 22    |
| 51        | Devis da Canal         | 22    |
| 52        | Gundars Upenieks       | 18    |
| 53        | Julien Robert          | 16    |
| 54        | Petr Ivashko           | 15    |
| 55        | Roman Dostál           | 14    |
| 56        | Pier Alberto Carrara   | 13    |
| 57        | Tomasz Sikora          | 12    |
| 58        | Wjatscheslaw Derkatsch | 10    |
| 59        | Zdeněk Vítek           | 9     |
| 60        | Hans Achorner          | 9     |
| 61        | Mikko Uusipaikka       | 8     |
| 62        | Tord Wiksten           | 6     |
| 63        | Marian Malek           | 4     |
| 64        | Matjaz Poklukar        | 4     |
| 65        | Indrek Tobreluts       | 3     |
| 66        | Kyoji Suga             | 3     |
| 67        | Harri Eloranta         | 3     |
| 68        | Reinhard Neuner        | 2     |
| 69        | Nikolai Kroupnik       | 2     |
| 70        | Hironao Meguro         | 1     |
| 71        | Rickard Noberius       | 1     |

| Placering | Namn                 | Poäng |
| --------- | -------------------- | ----- |
| 1         | Pawel Rostowzew      | 49    |
| 2         | Ole Einar Bjørndalen | 48    |
| 3         | Sven Fischer         | 47    |
| 4         | Oleg Ryschenkow      | 46    |
| 5         | René Cattarinussi    | 42    |
| 6         | Sergei Roschkow      | 39    |
| 7         | Vesa Hietalahti      | 37    |
| 8         | Ivan Masarik         | 37    |
| 9         | Ricco Groß           | 35    |
| 10        | Frank Luck           | 35    |

| Placering | Namn                 | Poäng |
| --------- | -------------------- | ----- |
| 1         | Sven Fischer         | 162   |
| 2         | Frank Luck           | 149   |
| 3         | Halvard Hanevold     | 138   |
| 4         | Ricco Groß           | 133   |
| 5         | Ole Einar Bjørndalen | 130   |
| 6         | Frode Andresen       | 128   |
| 7         | Pawel Rostowzew      | 122   |
| 8         | Wadim Saschurin      | 117   |
| 9         | Olegs Maluhins       | 113   |
| 10        | René Cattarinussi    | 112   |

| Placering | Namn                 | Poäng |
| --------- | -------------------- | ----- |
| 1         | Frankrike            | 185   |
| 2         | Sven Fischer         | 184   |
| 3         | Ole Einar Bjørndalen | 174   |
| 4         | Frank Luck           | 172   |
| 5         | Ricco Groß           | 161   |
| 6         | Pawel Rostowzew      | 140   |
| 7         | Halvard Hanevold     | 136   |
| 8         | Peter Sendel         | 135   |
| 9         | Wadim Saschurin      | 135   |
| 10        | René Cattarinussi    | 120   |

| Placering | Namn                 | Poäng |
| --------- | -------------------- | ----- |
| 1         | Sven Fischer         | 48    |
| 2         | Raphaël Poirée       | 47    |
| 3         | Ole Einar Bjørndalen | 45    |
| 4         | Uladsimer Dratschou  | 41    |
| 5         | Ricco Groß           | 38    |
| 6         | Frank Luck           | 32    |
| 7         | Dag Bjørndalen       | 27    |
| 8         | Sergei Roschkow      | 24    |
| 9         | Halvard Hanevold     | 23    |
| 10        | Paavo Puurunen       | 22    |

| Placering | Namn      | Poäng |
| --------- | --------- | ----- |
| 1         | Tyskland  | 146   |
| 2         | Ryssland  | 129   |
| 3         | Norge     | 120   |
| 4         | Belarus   | 115   |
| 5         | Finland   | 104   |
| 6         | Frankrike | 102   |
| 7         | Slovenien | 96    |
| 8         | Italien   | 93    |
| 9         | Polen     | 83    |
| 10        | Lettland  | 77    |
| 11        | Österrike | 74    |
| ...       |           |       |
| 18        | Schweiz   | 23    |

| Placering | Namn      | Poäng |
| --------- | --------- | ----- |
| 1         | Tyskland  | 3626  |
| 2         | Norge     | 3505  |
| 3         | Ryssland  | 3474  |
| 4         | Belarus   | 3361  |
| 5         | Italien   | 3237  |
| 6         | Österrike | 3166  |
| 7         | Frankrike | 3095  |
| 8         | Finland   | 3085  |
| 9         | Lettland  | 2997  |
| 10        | Tjeckien  | 2771  |
| ...       |           |       |
| 17        | Schweiz   | 1737  |

## Damer

### Resultat
| 1. världscupen i Österrike, 11 december 1998 – 7 december 1998 | 1. världscupen i Österrike, 11 december 1998 – 7 december 1998 | 1. världscupen i Österrike, 11 december 1998 – 7 december 1998 | 1. världscupen i Österrike, 11 december 1998 – 7 december 1998 | 1. världscupen i Österrike, 11 december 1998 – 7 december 1998 |
| -------------------------------------------------------------- | -------------------------------------------------------------- | -------------------------------------------------------------- | -------------------------------------------------------------- | -------------------------------------------------------------- |
| Datum                                                          | Disciplin                                                      | Etta                                                           | Tvåa                                                           | Trea                                                           |
| 11 december 1998 (fredag)                                      | sprint (7,5 kilometer)                                         | Sverige                                                        | Frankrike                                                      | Ryssland                                                       |
| 12 december 1998 (lördag)                                      | jaktstart (10 kilometer)                                       | Sverige                                                        | Frankrike                                                      | Tyskland                                                       |
| 13 december 1998 (söndag)                                      | distans (15 kilometer)                                         | Tyskland                                                       | Sverige                                                        | Frankrike                                                      |

| 2. världscupen i Slovakien, 16 december 1998 – 20 december 1998 | 2. världscupen i Slovakien, 16 december 1998 – 20 december 1998 | 2. världscupen i Slovakien, 16 december 1998 – 20 december 1998            | 2. världscupen i Slovakien, 16 december 1998 – 20 december 1998                               | 2. världscupen i Slovakien, 16 december 1998 – 20 december 1998   |
| --------------------------------------------------------------- | --------------------------------------------------------------- | -------------------------------------------------------------------------- | --------------------------------------------------------------------------------------------- | ----------------------------------------------------------------- |
| Datum                                                           | Disciplin                                                       | Etta                                                                       | Tvåa                                                                                          | Trea                                                              |
| 16 december 1998 (onsdag)                                       | distans (15 kilometer)                                          | Tyskland                                                                   | Ryssland                                                                                      | Sverige                                                           |
| 18 december 1998 (fredag)                                       | stafett (4 x 7,5 kilometer)                                     | Tyskland Uschi Disl Simone Greiner-Petter-Memm Katrin Apel Martina Zellner | Belarus Irina Tananaiko Swjatlana Paramyhina Natalia Murschtschakina Moroz Natalia Ryzhenkova | Ryssland Anna Wolkowa Galina Kuklewa Olga Romasko Albina Achatowa |
| 19 december 1998 (lördag)                                       | sprint (7,5 kilometer)                                          | Tyskland                                                                   | Tyskland                                                                                      | Norge                                                             |
| 20 december 1998 (söndag)                                       | jaktstart (10 kilometer)                                        | Tyskland                                                                   | Tyskland                                                                                      | Tyskland                                                          |

| 3. världscupen i Tyskland, 8 januari 1999 – 10 januari 1999 | 3. världscupen i Tyskland, 8 januari 1999 – 10 januari 1999 | 3. världscupen i Tyskland, 8 januari 1999 – 10 januari 1999                  | 3. världscupen i Tyskland, 8 januari 1999 – 10 januari 1999         | 3. världscupen i Tyskland, 8 januari 1999 – 10 januari 1999                     |
| ----------------------------------------------------------- | ----------------------------------------------------------- | ---------------------------------------------------------------------------- | ------------------------------------------------------------------- | ------------------------------------------------------------------------------- |
| Datum                                                       | Disciplin                                                   | Etta                                                                         | Tvåa                                                                | Trea                                                                            |
| 8 januari 1999 (fredag)                                     | sprint (7,5 kilometer)                                      | Norge                                                                        | Ukraina                                                             | Ryssland                                                                        |
| 9 januari 1999 (lördag)                                     | jaktstart (10 kilometer)                                    | Norge                                                                        | Ukraina                                                             | Sverige                                                                         |
| 10 januari 1999 (söndag)                                    | stafett (4 x 7,5 kilometer)                                 | Tyskland Uschi Disl Simone Greiner-Petter-Memm Andrea Henkel Martina Zellner | Ryssland Anna Wolkowa Olga Romasko Albina Achatowa Nadejda Talanova | Frankrike Delphyne Heymann-Burlet Emmanuelle Claret Anne Briand Corinne Niogret |

| 4. världscupen i Tyskland, 13 januari 1999 – 17 januari 1999 | 4. världscupen i Tyskland, 13 januari 1999 – 17 januari 1999 | 4. världscupen i Tyskland, 13 januari 1999 – 17 januari 1999           | 4. världscupen i Tyskland, 13 januari 1999 – 17 januari 1999               | 4. världscupen i Tyskland, 13 januari 1999 – 17 januari 1999              |
| ------------------------------------------------------------ | ------------------------------------------------------------ | ---------------------------------------------------------------------- | -------------------------------------------------------------------------- | ------------------------------------------------------------------------- |
| Datum                                                        | Disciplin                                                    | Etta                                                                   | Tvåa                                                                       | Trea                                                                      |
| 13 januari 1999 (onsdag)                                     | masstart (12,5 kilometer)                                    | Tyskland                                                               | Ukraina                                                                    | Frankrike                                                                 |
| 14 januari 1999 (torsdag)                                    | stafett (4 x 7,5 kilometer)                                  | Ukraina Olena Subrylowa Olena Petrowa Nina Lemesch Tetyana Vodopyanova | Tyskland Uschi Disl Katrin Apel Simone Greiner-Petter-Memm Martina Zellner | Ryssland Anna Wolkowa Nadejda Talanova Swetlana Ischmuratowa Olga Romasko |
| 16 januari 1999 (lördag)                                     | sprint (7,5 kilometer)                                       | Ukraina                                                                | Frankrike                                                                  | Norge                                                                     |
| 17 januari 1999 (söndag)                                     | jaktstart (10 kilometer)                                     | Ukraina                                                                | Frankrike                                                                  | Sverige                                                                   |

| 5. världscupen i Italien, 22 januari 1999 – 24 januari 1999 | 5. världscupen i Italien, 22 januari 1999 – 24 januari 1999 | 5. världscupen i Italien, 22 januari 1999 – 24 januari 1999                | 5. världscupen i Italien, 22 januari 1999 – 24 januari 1999 | 5. världscupen i Italien, 22 januari 1999 – 24 januari 1999                  |
| ----------------------------------------------------------- | ----------------------------------------------------------- | -------------------------------------------------------------------------- | ----------------------------------------------------------- | ---------------------------------------------------------------------------- |
| Datum                                                       | Disciplin                                                   | Etta                                                                       | Tvåa                                                        | Trea                                                                         |
| 22 januari 1999 (fredag)                                    | sprint (7,5 kilometer)                                      | Frankrike                                                                  | Sverige                                                     | Ukraina                                                                      |
| 23 januari 1999 (lördag)                                    | jaktstart (10 kilometer)                                    | Frankrike                                                                  | Sverige                                                     | Ukraina                                                                      |
| 24 januari 1999 (söndag)                                    | stafett (4 x 7,5 kilometer)                                 | Ryssland Albina Achatowa Anna Wolkowa Swetlana Ischmuratowa Galina Kuklewa | Tyskland Uschi Disl Katrin Apel Andrea Henkel Katja Beer    | Frankrike Florence Baverel Christelle Gros Emmanuelle Claret Corinne Niogret |

| Världsmästerskapen i skidskytte 1999 i Finland, 12 februari 1999 – 14 februari 1999 | Världsmästerskapen i skidskytte 1999 i Finland, 12 februari 1999 – 14 februari 1999 | Världsmästerskapen i skidskytte 1999 i Finland, 12 februari 1999 – 14 februari 1999 | Världsmästerskapen i skidskytte 1999 i Finland, 12 februari 1999 – 14 februari 1999 | Världsmästerskapen i skidskytte 1999 i Finland, 12 februari 1999 – 14 februari 1999 |
| ----------------------------------------------------------------------------------- | ----------------------------------------------------------------------------------- | ----------------------------------------------------------------------------------- | ----------------------------------------------------------------------------------- | ----------------------------------------------------------------------------------- |
| Datum                                                                               | Disciplin                                                                           | Etta                                                                                | Tvåa                                                                                | Trea                                                                                |
| 12 februari 1999 (fredag)                                                           | sprint (7,5 kilometer)                                                              | Tyskland                                                                            | Sverige                                                                             | Ukraina                                                                             |
| 13 februari 1999 (lördag)                                                           | jaktstart (10 kilometer)                                                            | Ukraina                                                                             | Slovakien                                                                           | Tyskland                                                                            |
| 14 februari 1999 (söndag)                                                           | stafett (4 x 7,5 kilometer)                                                         | Tyskland Uschi Disl Simone Greiner-Petter-Memm Katrin Apel Martina Zellner          | Ryssland Nadejda Talanova Galina Kuklewa Olga Romasko Albina Achatowa               | Frankrike Delphyne Heymann-Burlet Florence Baverel Christelle Gros Corinne Niogret  |

| 6. världscupen i USA, 25 februari 1999 – 28 februari 1999 | 6. världscupen i USA, 25 februari 1999 – 28 februari 1999 | 6. världscupen i USA, 25 februari 1999 – 28 februari 1999                             | 6. världscupen i USA, 25 februari 1999 – 28 februari 1999           | 6. världscupen i USA, 25 februari 1999 – 28 februari 1999       |
| --------------------------------------------------------- | --------------------------------------------------------- | ------------------------------------------------------------------------------------- | ------------------------------------------------------------------- | --------------------------------------------------------------- |
| Datum                                                     | Disciplin                                                 | Etta                                                                                  | Tvåa                                                                | Trea                                                            |
| 25 februari 1999 (torsdag)                                | sprint (7,5 kilometer)                                    | Sverige                                                                               | Ukraina                                                             | Slovakien                                                       |
| 27 februari 1999 (lördag)                                 | jaktstart (10 kilometer)                                  | Ukraina                                                                               | Sverige                                                             | Tyskland                                                        |
| 28 februari 1999 (söndag)                                 | stafett (4 x 7,5 kilometer)                               | Norge Ann-Elen Skjelbreid Gro Marit Istad Liv Grete Skjelbreid Gunn Margit Andreassen | Ukraina Tetiana Rud Olena Petrowa Oksana Chwostenko Olena Subrylowa | Finland Katja Holanti Outi Kettunen Annukka Mallat Eija Salonen |

| 7. världscupen i Kanada, 5 mars 1999 – 6 mars 1999 | 7. världscupen i Kanada, 5 mars 1999 – 6 mars 1999 | 7. världscupen i Kanada, 5 mars 1999 – 6 mars 1999 | 7. världscupen i Kanada, 5 mars 1999 – 6 mars 1999 | 7. världscupen i Kanada, 5 mars 1999 – 6 mars 1999 |
| -------------------------------------------------- | -------------------------------------------------- | -------------------------------------------------- | -------------------------------------------------- | -------------------------------------------------- |
| Datum                                              | Disciplin                                          | Etta                                               | Tvåa                                               | Trea                                               |
| 5 mars (fredag)                                    | sprint (7,5 kilometer)                             | Norge                                              | Tyskland                                           | Sverige                                            |
| 6 mars (lördag)                                    | jaktstart (10 kilometer)                           | Sverige                                            | Ukraina                                            | Slovakien                                          |

| 8. världscupen i Norge, 11 mars 1999 – 14 mars 1999 | 8. världscupen i Norge, 11 mars 1999 – 14 mars 1999 | 8. världscupen i Norge, 11 mars 1999 – 14 mars 1999 | 8. världscupen i Norge, 11 mars 1999 – 14 mars 1999 | 8. världscupen i Norge, 11 mars 1999 – 14 mars 1999 |
| --------------------------------------------------- | --------------------------------------------------- | --------------------------------------------------- | --------------------------------------------------- | --------------------------------------------------- |
| Datum                                               | Disciplin                                           | Etta                                                | Tvåa                                                | Trea                                                |
| 11 mars (torsdag)                                   | distans (15 kilometer) WM                           | Ukraina                                             | Frankrike                                           | Ryssland                                            |
| 12 mars (torsdag)                                   | sprint (7,5 kilometer) WM                           | Ukraina                                             | Norge                                               | Ukraina                                             |
| 13 mars 1999 (lördag)                               | masstart (12,5 kilometer) WM                        | Ukraina                                             | Ukraina                                             | Sverige                                             |
| 14 mars 1999 (söndag)                               | jaktstart (10 kilometer)                            | Ukraina                                             | Norge                                               | Ukraina                                             |

### Slutställning
| Placering | Namn                       | Poäng |
| --------- | -------------------------- | ----- |
| 1         | Magdalena Forsberg         | 478   |
| 2         | Olena Subrylowa            | 467   |
| 3         | Uschi Disl                 | 420   |
| 4         | Corinne Niogret            | 375   |
| 5         | Liv Grete Skjelbreid       | 313   |
| 6         | Martina Zellner            | 302   |
| 7         | Olena Petrowa              | 293   |
| 8         | Katrin Apel                | 288   |
| 9         | Albina Achatowa            | 275   |
| 10        | Ann-Elen Skjelbreid        | 258   |
| 11        | Ekaterina Dafowska         | 232   |
| 12        | Gro Marit Istad            | 217   |
| 13        | Simone Greiner-Petter-Memm | 214   |
| 14        | Andrea Henkel              | 188   |
| 15        | Martina Schwarzbacherová   | 181   |
| 16        | Andreja Grasič             | 177   |
| 17        | Eva Hakova                 | 158   |
| 18        | Nina Lemesch               | 157   |
| 19        | Swetlana Ischmuratowa      | 151   |
| 20        | Galina Kuklewa             | 148   |
| 21        | Outi Kettunen              | 133   |
| 22        | Delphyne Heymann-Burlet    | 132   |
| 23        | Swjatlana Paramyhina       | 131   |
| 24        | Katja Holanti              | 129   |

| Placering | Namn                    | Poäng |
| --------- | ----------------------- | ----- |
| 25        | Gunn Margit Andreassen  | 122   |
| 26        | Nadejda Talanova        | 117   |
| 27        | Anna Stera              | 103   |
| 28        | Olga Romasko            | 100   |
| 29        | Anna Wolkowa            | 99    |
| 30        | Tetyana Vodopyanova     | 86    |
| 31        | Katja Beer              | 84    |
| 32        | Florence Baverel        | 77    |
| 33        | Peggy Wagenführ         | 74    |
| 34        | Anne Briand             | 71    |
| 35        | Irena Cesneková-Novotna | 70    |
| 36        | Mami Shindo             | 57    |
| 37        | Anna Murinova           | 54    |
| 38        | Yu Shumei               | 52    |
| 39        | Annukka Mallat          | 50    |
| 40        | Nathalie Santer         | 48    |
| 41        | Lucija Larisi           | 44    |
| 42        | Emmanuelle Claret       | 43    |
| 43        | Irina Tananaiko         | 43    |
| 44        | Tamami Tanaka           | 38    |
| 45        | Ioulia Kondratieva      | 37    |
| 46        | Christelle Gros         | 35    |
| 47        | Kateřina Losmanova      | 34    |

| Placering | Namn                          | Poäng |
| --------- | ----------------------------- | ----- |
| 48        | Éva Tófalvi                   | 32    |
| 49        | Natalia Ryzhenkova            | 22    |
| 50        | Magdalena Gwizdoń             | 21    |
| 51        | Sona Mihokova                 | 20    |
| 52        | Michelle Collard              | 18    |
| 53        | Pawlina Filipowa              | 17    |
| 54        | Sanna-Leena Perunka           | 13    |
| 55        | Kara Salmela                  | 12    |
| 56        | Ryoko Takahashi               | 10    |
| 57        | Jitka Simunkova               | 10    |
| 58        | Michela Ponza                 | 10    |
| 59        | Natalja Sokolowa              | 9     |
| 60        | Irina Nikultschina            | 8     |
| 61        | Mie Takeda                    | 7     |
| 62        | Kristina Brouneus             | 7     |
| 63        | Natalia Murschtschakina Moroz | 7     |
| 64        | Agata Suszka                  | 6     |
| 65        | Oksana Chwostenko             | 4     |
| 66        | Kathi Schwaab                 | 3     |
| 67        | Elena Volkovets               | 2     |
| 68        | Marcela Pavkovcekova          | 1     |
| 69        | Janet Klein                   | 1     |
| 70        | Tetiana Rud                   | 1     |

| Placering | Namn                       | Poäng |
| --------- | -------------------------- | ----- |
| 1         | Uschi Disl                 | 60    |
| 2         | Magdalena Forsberg         | 50    |
| 3         | Albina Achatowa            | 50    |
| 4         | Corinne Niogret            | 50    |
| 5         | Olena Subrylowa            | 42    |
| 6         | Simone Greiner-Petter-Memm | 42    |
| 7         | Yu Shumei                  | 35    |
| 8         | Swjatlana Paramyhina       | 33    |
| 9         | Ekaterina Dafowska         | 33    |
| 10        | Outi Kettunen              | 31    |

| Placering | Namn                 | Poäng |
| --------- | -------------------- | ----- |
| 1         | Magdalena Forsberg   | 180   |
| 2         | Olena Subrylowa      | 169   |
| 3         | Liv Grete Skjelbreid | 148   |
| 4         | Corinne Niogret      | 148   |
| 5         | Uschi Disl           | 134   |
| 6         | Martina Zellner      | 111   |
| 7         | Olena Petrowa        | 111   |
| 8         | Katrin Apel          | 110   |
| 9         | Ann-Elen Skjelbreid  | 105   |
| 10        | Ekaterina Dafowska   | 88    |

| Placering | Namn                 | Poäng |
| --------- | -------------------- | ----- |
| 1         | Magdalena Forsberg   | 203   |
| 2         | Olena Subylowa       | 200   |
| 3         | Uschi Disl           | 171   |
| 4         | Corinne Niogret      | 146   |
| 5         | Olena Petrowa        | 129   |
| 6         | Katrin Apel          | 126   |
| 7         | Liv Grete Skjelbreid | 121   |
| 8         | Martina Zellner      | 118   |
| 9         | Albina Achatowa      | 117   |
| 10        | Ann-Elen Skjelbreid  | 112   |

| Placering | Namn                | Poäng |
| --------- | ------------------- | ----- |
| 1         | Olena Subrylowa     | 56    |
| 2         | Uschi Disl          | 49    |
| 3         | Magdalena Forsberg  | 45    |
| 4         | Katrin Apel         | 32    |
| 5         | Corinne Niogret     | 31    |
| 6         | Gro Marit Istad     | 31    |
| 7         | Ann-Elen Skjelbreid | 30    |
| 8         | Martina Zellner     | 30    |
| 9         | Olena Petrowa       | 26    |
| 10        | Galina Kuklewa      | 26    |

| Placering | Namn      | Poäng |
| --------- | --------- | ----- |
| 1         | Tyskland  | 142   |
| 2         | Ryssland  | 130   |
| 3         | Ukraina   | 120   |
| 4         | Frankrike | 114   |
| 5         | Norge     | 110   |
| 6         | Tjeckien  | 95    |
| 7         | Belarus   | 78    |
| 8         | Bulgarien | 77    |
| 9         | Polen     | 69    |
| 10        | Finland   | 66    |
| ...       |           |       |
| 17        | Italien   | 18    |

| Placering | Namn      | Poäng |
| --------- | --------- | ----- |
| 1         | Tyskland  | 3568  |
| 2         | Ryssland  | 3439  |
| 3         | Ukraina   | 3402  |
| 4         | Norge     | 3364  |
| 5         | Frankrike | 3297  |
| 6         | Tjeckien  | 3026  |
| 7         | Finland   | 2997  |
| 8         | Belarus   | 2744  |
| 9         | Slovakien | 2715  |
| 10        | Slovenien | 2690  |
| ...       |           |       |
| 14        | Italien   | 1954  |
| 22        | Österrike | 524   |

### Fotnoter
1. ↑  ”Events 1998/1999” (på engelska). Ukrainas skidskytteförbund. http://www.biathlon.com.ua/calendar.php?lang=eng&id=214. Läst 11 september 2017.